# Tok (přítok Samary)
Tok (rusky Ток, baškirsky Туҡ) je řeka v Orenburské oblasti v Rusku. Je 306 km dlouhá. Povodí má rozlohu 5930 km².

## Průběh toku
Pramení na vysočině Obščij Syrt. Teče v široké dolině. Ústí zprava do Samary (povodí Volhy).

## Vodní stav
Zdroj vody je převážně sněhový. Průměrný roční průtok vody ve vzdálenosti 38 km od ústí činí 12,1 m³/s. Zamrzá v listopadu a rozmrzá v dubnu.